# نقطه عطف (فیلم ۱۹۷۷)
نقطه عطف (انگلیسی: The Turning Point) فیلمی در ژانر درام به کارگردانی هربرت راس است که در سال ۱۹۷۷ منتشر شد.
این فیلم برنده جایزه گلدن گلوب بهترین فیلم درام و برنده جایزه بهترین کارگردانی گلدن گلوب در سال ۱۹۷۷ شده‌است.

## بازیگران
- شرلی مک‌لین
- آن بنکرافت
- تام اسکریت
- میخاییل باریشنیکوف
- لسلی براون
- مارتا اسکات
- مارشال تامپسون
- جیمز میتچال
- دونالد پتری